# Final Fight 3
Final Fight 3, sorti au Japon sous le titre Final Fight Tough (ファイナルファイト タフ, Fainaru Faito Tafu), est un jeu vidéo à défilement horizontal de type beat them all édité et développé par Capcom. Le jeu est sorti sur Super Nintendo le 22 décembre 1995 au Japon et le 13 mars 1996 en France.
Le jeu revient avec le personnage principal Guy accompagné de Mike Haggar et introduit deux nouveaux personnages, Lucia et Dean. Comme dans les précédents jeux Final Fight, chaque personnage possède son propre ensemble de mouvements, de techniques et de capacités propres. Comme dans Final Fight 2, le jeu peut être joué seul ou avec un second joueur, avec un mode de jeu supplémentaire qui permet à un seul joueur d'être accompagné par un partenaire contrôlé par l'ordinateur.

## Accueil
- Player One n°63 : 85%
- Super Power n°40 : 78%
- Consoles + n°51 : 79%
- Ultra Player n°35 : 4/6